# Henry Kessler
Pour l’article homonyme, voir Kessler.
Henry Kessler, né le 25 juin 1998 à New York, est un joueur international américain de soccer qui joue au poste de défenseur central à St. Louis City en MLS.

## Biographie

### Parcours universitaire
Natif de New York, Henry Kessler commence le soccer aux Red Bulls de New York, avant de rejoindre le Beachside SC de Norwalk,. Il joue ensuite au soccer au niveau universitaire à l'Université de Virginie, à Charlottesville, entre 2017 et 2019.
Le 25 août 2017, il participe à son premier match avec les Cavaliers face aux Wildcats de Villanova, en remplaçant Prosper Figbe en seconde mi-temps (victoire 3-2). Il dispute son premier match en tant que titulaire, le 8 septembre, contre l'Orange de Syracuse (2-2). Il est remplaçant lors de la finale perdue du tournoi de l'ACC (en) face aux Demon Deacons de Wake Forest et entre en jeu durant la seconde période.
Il devient titulaire lors de la saison suivante. Il est membre de la troisième équipe-type de l'ACC le 7 novembre 2018. Il participe aux séries éliminatoires du championnat de la NCAA pour la première fois, mais perdent dès le troisième tour face au Fighting Irish de Notre-Dame (défaite 1-0). Nommé dans la deuxième équipe-type du Sud des United Soccer Coaches (en) le 5 décembre.
Lors de sa troisième année à l'UVA, il inscrit son premier but avec les Cavaliers, le 13 septembre 2019, face aux Blue Devils de Duke (victoire 1-3). Puis, il est nommé dans l'équipe-type de la semaine de TopDrawerSoccer (en) le 8 octobre. Il est membre de la deuxième équipe-type de l'ACC le 13 novembre. Quatre jours plus tard, il remporte le tournoi de l'ACC (en) face aux Tigers de Clemson (victoire 3-1). Il remporte la distinction par la suite du meilleur joueur et également nommé dans l'équipe-type du tournoi. Puis, il est nommé dans l'équipe-type de la semaine de TopDrawerSoccer (en) le 19 novembre. Les Cavaliers participent une nouvelle fois aux séries éliminatoires du championnat de la NCAA où ils remportent leurs trois rencontres et accèdent au tournoi final, la College Cup. Il est titulaire en finale face aux Hoyas de Georgetown, mais perd aux tirs au but. Il est également nommé dans l'équipe-type de la College Cup. Lors de cette compétition, il dispute cinq rencontres et nommé deux fois dans l'équipe de la semaine de TopDrawerSoccer (en),. Il est demi-finaliste du trophée Hermann. 
Il est nommé dans l'équipe-type du Sud, puis dans la deuxième équipe-type All-American des United Soccer Coaches (en) et dans l'équipe-type de TopDrawerSoccer (en) en décembre 2019. En 52 rencontres, Henry Kessler inscrit un but avec les Cavaliers de la Virginie,.
Henry Kessler continue à jouer au soccer pendant ses vacances d'été, lorsqu'il rejoint l'AC Connecticut en PDL. Le 24 mai 2017, il fait ses débuts en tant que titulaire en PDL face au Phoenix de Portland (défaite 6-0). En 18 rencontres, il délivre deux passes décisives avec l'AC Connecticut entre 2017 et 2018,.

### Carrière en club

#### Revolution de la Nouvelle-Angleterre (2020-2024)
Le 30 décembre 2019, il anticipe son passage en professionnel et signe un contrat Génération Adidas avec la Major League Soccer,. Le 9 janvier 2020, le Revolution de la Nouvelle-Angleterre sélectionne Henry Kessler lors du premier tour (sixième choix au total) du repêchage universitaire de la Major League Soccer,,. Il réalise une excellente pré-saison.
Il fait ses débuts en MLS avec le Revolution en tant que titulaire, le 29 février, face à l'Impact de Montréal (défaite 2-1). « Je pense qu'Henry était l’un de nos meilleurs joueurs », a déclaré Bruce Arena après le match,. Après deux semaines d'activités dans la MLS, le championnat est suspendu en raison de la pandémie de Covid-19. C’est dans ce contexte très particulier que Kessler retrouve les terrains quatre mois après, à l’occasion du tournoi de reprise MLS is Back. Le 23 septembre, il inscrit son premier but en pro, lors d'une rencontre de MLS contre l'Impact de Montréal (victoire 3-1). Il devient un titulaire régulier en défense central au côté d'Andrew Farrell et réalise une très bonne saison. Son jeu continue de s'améliorer au cours de la saison 2021.
Il remporte le Supporters' Shield avec le Revolution de la Nouvelle-Angleterre en 2021, son équipe établissant même un record pour le nombre de points collectés en saison régulière.

### Carrière internationale
Henry Kessler est éligible pour jouer avec les États-Unis et l'Irlande grâce aux origines de sa mère.
Le 1er mars 2021, il est retenu dans la pré-liste de trente-et-un joueurs pour le tournoi pré-olympique masculin de la CONCACAF 2020 avec les moins de 23 ans,. Dix jours plus tard, il est retenu dans la liste finale de vingt joueurs,. Lors de ce tournoi organisé au Mexique, il dispute trois rencontres et les jeunes Américains sont éliminés en demi-finale par le Honduras,.
Le 18 juin 2021, il figure dans la pré-liste des soixante joueurs américain appelés à participer à la Gold Cup 2021. Non retenu dans la liste finale pour participer à la Gold Cup. Avant les quarts de finale, il est sélectionné pour remplacer Walker Zimmerman, forfait sur blessure. Il est remplaçant lors de la finale contre le Mexique le 1er août et entre en jeu à la fin du match. Les États-Unis s'imposent finalement sur un but de Miles Robinson en prolongations, remportant donc son premier titre international,.

## Statistiques

### Statistiques en club
| Saison                | Club                                 | Championnat           | Championnat | Championnat | Championnat | Coupe(s) nationale(s) | Coupe(s) nationale(s) | Coupe(s) nationale(s) | Compétition(s) continentale(s) | Compétition(s) continentale(s) | Compétition(s) continentale(s) | Compétition(s) continentale(s) | Séries | Séries | Séries | Total | Total | Total |
| Saison                | Club                                 | Division              | M.          | B.          | P.d.        | M.                    | B.                    | P.d.                  | Comp.                          | M.                             | B.                             | P.d.                           | M.     | B.     | P.d.   | M.    | B.    | P.d.  |
| 2020                  | Revolution de la Nouvelle-Angleterre | MLS                   | 22          | 1           | 0           | -                     | -                     | -                     | -                              | -                              | -                              | -                              | 4      | 0      | 0      | 26    | 1     | 0     |
| 2021                  | Revolution de la Nouvelle-Angleterre | MLS                   | 28          | 1           | 0           | -                     | -                     | -                     | -                              | -                              | -                              | -                              | 1      | 0      | 0      | 29    | 1     | 0     |
| 2022                  | Revolution de la Nouvelle-Angleterre | MLS                   | 22          | 1           | 0           | 1                     | 0                     | 0                     | -                              | -                              | -                              | -                              | -      | -      | -      | 23    | 1     | 0     |
| 2023                  | Revolution de la Nouvelle-Angleterre | MLS                   | 9           | 1           | 0           | -                     | -                     | -                     | -                              | -                              | -                              | -                              | 1      | 0      | 0      | 10    | 1     | 0     |
| 2024                  | Revolution de la Nouvelle-Angleterre | MLS                   | 17          | 0           | 0           | -                     | -                     | -                     | CCC+LC                         | 4+1                            | 0                              | 0                              | -      | -      | -      | 22    | 0     | 0     |
| Sous-total            | Sous-total                           | Sous-total            | 98          | 4           | 0           | 1                     | 0                     | 0                     | -                              | 5                              | 0                              | 0                              | 6      | 0      | 0      | 110   | 4     | 0     |
| 2024                  | St. Louis City                       | MLS                   | 8           | 1           | 0           | -                     | -                     | -                     | -                              | -                              | -                              | -                              | -      | -      | -      | 8     | 1     | 0     |
| 2025                  | St. Louis City                       | MLS                   | 12          | 0           | 1           | -                     | -                     | -                     | -                              | -                              | -                              | -                              | -      | -      | -      | 12    | 0     | 1     |
| Sous-total            | Sous-total                           | Sous-total            | 20          | 1           | 1           | -                     | -                     | -                     | -                              | -                              | -                              | -                              | -      | -      | -      | 20    | 1     | 1     |
| Total sur la carrière | Total sur la carrière                | Total sur la carrière | 118         | 5           | 1           | 1                     | 0                     | 0                     | -                              | 5                              | 0                              | 0                              | 6      | 0      | 0      | 130   | 5     | 1     |

## Palmarès
| Cavaliers de la Virginie - Finaliste du Championnat de la NCAA en 2019 - Vainqueur de la saison régulière de l'ACC en 2019 - Vainqueur du tournoi de l'ACC (en) en 2019 - Finaliste du tournoi de l'ACC (en) en 2017 Revolution de la Nouvelle-Angleterre - Vainqueur du Supporters' Shield en 2021 | États-Unis - Vainqueur de la Gold Cup en 2021 |  |

### Distinctions personnelles
- Meilleur joueur du tournoi de l'ACC (en) en 2019
- Membre de l'équipe-type de la College Cup en 2019
- Membre de l'équipe-type de TopDrawerSoccer (en) en 2019
- Membre de l'équipe-type du tournoi de l'ACC (en) en 2019
- Membre de l'équipe-type All-American de College Soccer News en 2019
- Membre de la 2e équipe-type All-American des United Soccer Coaches (en) en 2019
- Membre de la 2e équipe-type All-American de Soccer America en 2019
- Membre de la 2e équipe-type de l'ACC en 2019
- Membre de la 3e équipe-type de l'ACC en 2018